# Jeremiasz II Tranos
Jeremiasz II Tranos (ur. 1536 w Anchialos, zm. 1595 w Konstantynopolu) – ekumeniczny patriarcha Konstantynopola w latach 1572–1579, 1580–1584 oraz 1587–1595. Jego przydomek, Tranos, oznacza człowieka o przenikliwym umyśle. Według innych wersji Tranos było nazwiskiem rodowym patriarchy.

## Życiorys
Jeremiasz urodził się w Anchialos (dziś Pomorie nad Morzem Czarnym) we wpływowej rodzinie greckiej. W młodości przypuszczalnie studiował na patriarszej akademii w Konstantynopolu.
Patriarchą został wybrany 5 maja 1572, w wieku 36 lat, jako 173. następca apostoła Andrzeja na tronie patriarchy konstantynopolitańskiego i 19. patriarcha od czasu zdobycia Konstantynopola przez Turków w 1453 r. Jeremiasz zajął miejsce Metrofana III, który został złożony z urzędu ze względu na podejrzenia o zbyt prorzymskie stanowisko.
Na okres rządów Jeremiasza przypadają pierwsze kontakty ekumeniczne pomiędzy luteranami i prawosławnymi, czego wyrazem jest ożywiona korespondencja między patriarchą a protestanckimi teologami z Tybingi, prowadzona w latach 1573–1581.
25 listopada 1579 Jeremiasz został złożony z urzędu mocą decyzji sułtana tureckiego Murada III, który ograniczył możliwość zasiadania na tronie patriarszym do kilku lat. Jeremiasz został jednak wybrany patriarchą ponownie w sierpniu następnego roku.
Po wydaniu w 1582 r. przez papieża Grzegorza XIII bulli Inter gravissimas o wprowadzeniu nowego kalendarza (kalendarz gregoriański), w którym opuszczono 10 dni, Jeremiasz wydał skierowane do Cerkwi prawosławnych posłanie, w którym wzywał do odrzucenia papieskiej reformy kalendarza liturgicznego, ponieważ m.in. naruszała ona decyzje soboru nicejskiego w kwestii czasu świętowania Wielkanocy.
W 1584 został ponownie usunięty z urzędu i zesłany na wyspę Rodos, gdzie spędził następne trzy lata, aż do ponownej elekcji na tron patriarszy pod koniec 1587.
Kiedy Jeremiasz obejmował funkcję patriarchy po raz trzeci, skarbiec patriarszy był zadłużony, autorytet bardzo nadszarpnięty poprzez niekończące się interwencje sułtana w wewnętrzne sprawy Cerkwi. W związku z tym Jeremiasz, zaniepokojony katastrofalnym stanem, w jakim znalazła się prawosławna cerkiew grecka, w 1588 r. wyruszył w długą podróż na ziemie rosyjskie, mając na celu zdobycie wsparcia finansowego i politycznego. Była to pierwsza w dziejach podróż patriarchy konstantynopolitańskiego na ziemie ruskie. Podczas swej podróży, Jeremiasz wizytował także ziemie południowo-wschodniej Rzeczypospolitej, które zgodnie z prawem kanonicznym stanowiły metropolię podległą bezpośrednio Konstantynopolowi. Jeremiasz podróżował m.in. przez Lwów. Podczas podróży Jeremiasz spotkał się z rosyjskim carem Fiodorem I a także z Borysem Godunowem, który skłonił Jeremiasza do utworzenia patriarchatu moskiewskiego. 26 stycznia 1589 r. Jeremiasz wyniósł dotychczasowego metropolitę moskiewskiego Hioba (ros. Иов) do rangi patriarchy moskiewskiego. W maju następnego roku odbył się w Konstantynopolu sobór prawosławnych patriarchów, na którym potwierdzono decyzję o utworzeniu nowego patriarchatu. Przyznano wówczas Moskwie piąte miejsce w randze ważności patriarchatów prawosławnych, co wywołało niezadowolenie cara Fiodora, dopominającego się większego uznania ze strony pozostałych Cerkwi.
W czasie przygotowań, związanych z utworzeniem w Moskwie nowego patriarchatu, padła wysunięta przez Borysa Godunowa propozycja, dotycząca przeniesienia siedziby patriarchy z opanowanego przez Turków Konstantynopola do Moskwy, stolicy jedynego podówczas wolnego państwa prawosławnego. Jeremiasz odrzucił tę propozycję, podobnie jak i inną, dotyczącą objęcia przez niego funkcji patriarchy moskiewskiego. Patriarcha wrócił do Konstantynopola w 1590 r. W czasie jego nieobecności w Konstantynopolu, sprawami cerkwi zarządzał wyznaczony przez Jeremiasza zastępca, Nikifor.
Jako patriarcha Jeremiasz otoczył się uczonymi, którzy doskonale znali grekę i łacinę oraz założył pierwsze w Konstantynopolu wydawnictwo, służące głównie publikowaniu tekstów religijnych.
Jeremiasz był jednym z najwybitniejszych patriarchów, zasiadających na tronie patriarszym w okresie istnienia państwa osmańskiego. Zasłynął jako teolog, zdolny administrator oraz zdecydowany przeciwnik symonii.